# شينغايي كاونديرا
شينغايي كاونديرا (بالبولندية: Shingi Kawondera)‏ (مواليد 31 يوليو 1982 في سيكي) لاعب كرة قدم زيمبابوي دولي يجيد اللعب في خط الوسط. يلعب حاليا لصالح نادي ديغينيس أكريتاس مورفو القبرصي من سنة 2009.

## روابط خارجية
- شينغايي كاونديرا على موقع قاعدة بيانات كرة القدم.إي يو (الإنجليزية)
- شينغايي كاونديرا على موقع ناشيونال فوتبول تيمز (الإنجليزية)
- شينغايي كاونديرا على موقع Soccerway.com (الإنجليزية)